# 加夫雷勒
加夫雷勒（法語：Gavrelle，法語發音：[ɡavʁɛl]）是法国上法蘭西大區加来海峡省的一个市镇，属于阿拉斯区。

## 地理
加夫雷勒（50°19'46"N, 2°53'10"E）面积9.02 平方千米，位于法国上法蘭西大區加来海峡省，该省份为法国北部沿海省份，西北濒北海，南至索姆省，东临北部省。
与加夫雷勒接壤的市镇（或旧市镇、城区）包括：奥皮、普卢万、勒村、阿蒂、巴约勒锡尔贝图、比亚什圣瓦斯特、方普、弗雷讷莱蒙托邦。

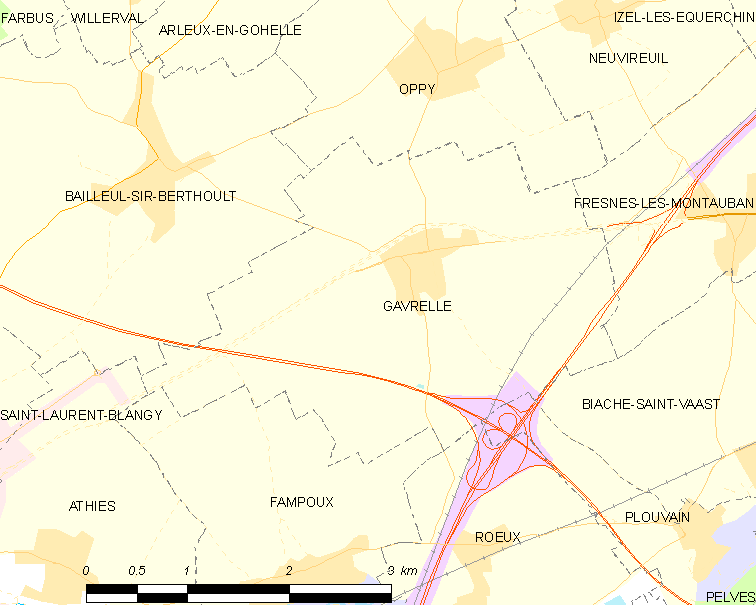
加夫雷勒的OSM定位图

加夫雷勒的时区为UTC+01:00、UTC+02:00（夏令时）。

## 行政
加夫雷勒的邮政编码为62580，INSEE市镇编码为62369。

## 政治
加夫雷勒所属的省级选区为阿拉斯第二县。

## 人口

1962-2008年间加夫雷勒人口变化图示

加夫雷勒于2022年1月1日时的人口数量为785人。